# Ignacio Díaz de Olano
Ignacio Salvador Díaz Ruiz de Olano (Vitòria, Àlaba, 1 de febrer de 1860 – ibídem, 7 de març de 1937) fou un pintor costumista basc que va aconseguir una gran notorietat en vida.

## Biografia
Ignacio Díaz d'Olano va començar a estudiar pintura a l'Escola de Belles Arts de la seva ciutat natal, la qual durant la segona part del segle xix va ser el bressol d'importants pintors, com ara Fernando de Amárica, Adrián Aldecoa (alumne de Díaz de Olano) i altres. Entre 1876 i 1880, gràcies a una beca de l'ajuntament de Vitòria aconseguida sobre per la qualitat dels seus treballs, va continuar els seus estudis a l'Escola de Belles Arts de Barcelona, on un dels seus professors va ser Gustavo Bacarisas.

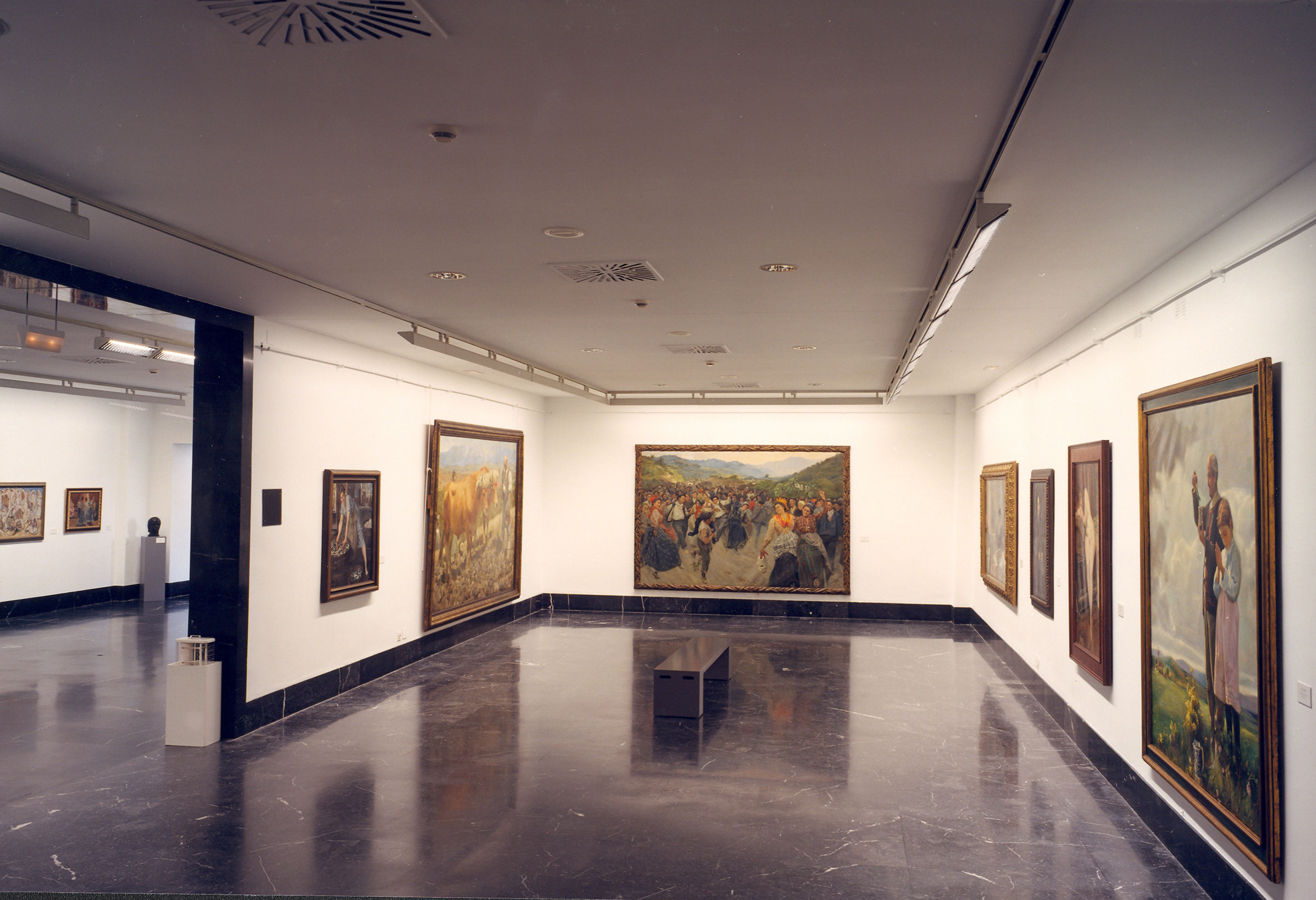
Sala dedicada a Díaz de Olano al Museu de Belles Arts d'Àlaba

Després d'un retorn temporal a la seva ciutat, es va desplaçar a París, on va treballar pel Teatre de l'Òpera
En 1984, gràcies al seu amic Felipe Arrieta, va anar a treballar a Roma, per després tornar i s'establir-se definitivament a la capital basca, on va ser professor d'un gran nombre de pintors coneguts avui en dia, com ara Adrián Aldecoa, Teodoro Dublang o Tomás Alfaro Alfaro, entre d'altres.
Encara que es va especialitzar i és fonamentalment conegut per la seva pintura costumista, que abordava des del realisme, i que donava gran protagonisme a les persones en el seu entorn, va fer servir també altres tècniques més clàssiques com ara el retrat, el bodegó, o el paisatge.
Avui dia la col·lecció més important de la seva obra es troba al Museu de Belles Arts d'Àlaba. Un carrer de la seva ciutat natal porta el seu nom.

## Premis i reconeixements (selecció)
- 1895. Medalla de bronze en l'Exposició Nacional.
- 1899. Medalla d'argent en l'Exposició Nacional, amb el quadre “Agost”, actualment propietat del Museu del Prado[5]

## Obres (selecció)
Alguns dels quadres més coneguts són: 
- 1899. Agost
- 1904. La vuelta de la romería (2087 X 308 cm.)[6]

## Obra en col·leccions i museus (selecció)
- Museu del Prado
- Museu de Belles Arts d'Àlaba